# Baduhenna
En la antigua religión frisii, Baduhenna es una diosa de la guerra. Baduhenna está exclusivamente atestiguada por los Anales de Tácito, donde Tácito registra que un bosque en Frisia fue dedicado a ella, y que cerca de este bosque 900 prisioneros romanos fueron asesinados en su honor en el año 28 d. C. Una batalla, conocida como la batalla del Bosque de Baduhenna, sucedió en algún lugar del noroeste o al noreste de los Países Bajos, siendo el primero el más probable, debido a que: algunas huellas de una lucha romana se han encontrado en la región occidental llamada Kennemerland en forma de proyectiles de hondas romanos, los mismos que fueron encontrados en y cerca del primer puerto fortificado romano de Velsen (posiblemente castellum Flevum), llamado Velsen 1'. Otra teoría dice que la ubicación exacta puede haber sido la ciudad de Heiloo (hei-, que posiblemente significa santo; '-'loo, que significa bosque).
La primera parte del nombre de la diosa, Badu-, viene de badwa- y significa "batalla". La segunda porción del nombre, -henna, puede estar relacionada con -henae, que aparece comúnmente en los nombres de las matronas. Rudolf Simek afirma que, debido a esta etimología, Baduhenna parece ser una diosa de la guerra, y señala que los bosques sagrados son comúnmente asociados con los pueblos germánicos.